# Florin Corodeanu
Pas d'image ? Cliquez ici

a Compétitions nationales et continentales officielles uniquement.

b Matchs officiels uniquement.
Dernière mise à jour le 4 avril 2023.
Florin Corodeanu, né le 26 mars 1977 à Piatra Neamț (Roumanie), est un joueur roumain de rugby à XV jouant au poste de troisième ligne aile.

## Carrière

### Enéquipe de Roumanie
- Florin Corodeanu a connu sa première sélection le 1er juin 1997 contre la France.

## Palmarès

### Enéquipe de Roumanie
- 60 sélections avec la Roumanie entre 1997 et 2009
- 11 essais (55 points).
- Sélections par année : 2 en 1997, 4 en 1998, 5 en 1999, 5 en 2000, 7 en 2001, 8 en 2002, 1 en 2003, 7 en 2005, 6 en 2006, 8 en 2007, 3 en 2008, 4 en 2009

### Coupe du monde
- 1999 : 3 sélections (Australie, États-Unis, Irlande).
- 2007 : 4 sélections (Italie, Écosse, Portugal, Nouvelle-Zélande).